# Джон Керрейру
Джон Керрейру (англ. John Carreyrou) — французько-американський журналіст газети «Волл-стріт джорнел», де працює з 1999 року. Дворазовий лауреат Пулітцерівської премії. Насамперед відомий як автор книги «Дурна кров: Таємниці та брехні стартапу Кремнієвої долини» (2018).

## Біографія
Народився у сім'ї французького журналіста Жерарда Керрейру та його американської дружини. Своє дитинство провів у Парижі. 1994 року закінчив Дюкський університет, отримавши ступінь бакалавра з політології та урядування.
Працював на американську видавничу та фінансово-інформаційну компанію «Dow Jones & Company». 1999 року долучився до діяльності європейського філіалу газети «Волл-стріт джорнел» у Брюсселі. 2001 року переїхав до Парижа, де писав на теми французького бізнесу, тероризму тощо. 2003 року його призначено заступником керівника відділу, що відповідав за Південну Європу. Писав про Іспанію, Португалію та французьку політику і бізнес. Вже до 2008 року обіймав посади заступника керівника, а згодом й керівника відділів, що писали про здоров'я та науку в Нью-Йорку.
Наприкінці 2015 року написав низку розслідувальних статей про фірму «Theranos», яку заснувала Елізабет Голмс. Керрейру ставив під сумнів можливість компанії проводити широкий спектр лабораторних тестів з невеликого зразка крові, взятого з пальця. Голмс звернулася до Руперта Мердока, міжнародного медіамагната, якому належить «Волл-стріт джорнел», щоб той допоміг зам'яти історію. Мердок же, один із найбільших інвесторів фірми «Theranos» (станом на 2015 рік вливання сягало 125 мільйонів доларів), відмовив Голмс, заявивши, що «він довіряє редакторам газети розв'язати питання у чесний спосіб». У травні 2018 року вийшла книга Керрейру «Дурна кров: Таємниці та брехні стартапу Кремнієвої долини». Керрейру також з'явився у документальному фільмі «Винахідниця: Жага крові в Кремнієвій долині» (2019).

## Особисте життя
Нині живе у Брукліні, Нью-Йорк. Одружений з Моллі Шуц, редакторкою «Блумберґ Ньюс». Батько трьох дітей.

## Переклади українською
- Джон Керрейру. Дурна кров. — К. : BookChef, 2019. — 464 с. — ISBN 978-617-7561-15-5.